# John Hughes (Footballspieler)
John Hughes III (* 27. April 1989 in Columbus, Ohio) ist ein ehemaliger US-amerikanischer American-Football-Spieler. Er spielte zuletzt bei den New Orleans Saints in der National Football League (NFL) auf der Position des Defensive Tackle.

## College
Hughes besuchte die University of Cincinnati und spielte für deren Team, die Bearcats, von 2008 bis 2011 erfolgreich College Football, wobei er nicht nur 141 Tackles setzen konnte, sondern ihm auch 9 Sacks gelangen.

## NFL

### Cleveland Browns
Beim NFL Draft 2012 wurde er in der dritten Runde als insgesamt 87. von den Cleveland Browns ausgewählt. In seiner Rookie-Saison kam er bereits in allen Partien zum Einsatz, zweimal sogar als Starter. Auch in den folgenden Spielzeiten war er fixer Bestandteil der Offensive Line der Browns, nur 2014 wurde er wegen einer Knieverletzung auf die Injured Reserve List gesetzt und konnte nur fünf Spiele bestreiten. 2016 wurde er nach nur einem Spiel von den Browns überraschend entlassen.

### New England Patriots
Hughes wurde kurz darauf von den New England Patriots unter Vertrag genommen, aber nur wenige Tage später wieder entlassen, ohne auch nur ein Spiel bestritten zu haben.

### Tampa Bay Buccaneers
Hughes wurde nach ein paar Tagen von den Tampa Bay Buccaneers verpflichtet, die verletzungsbedingt gleich mehrere Defensive Linemen vorgeben mussten. In insgesamt fünf Spielen für die Bucs konnte er sechs Tackles setzten.

### New Orleans Saints
Im August 2017 verpflichteten ihn die New Orleans Saints, Hughes schaffte es aber zunächst nicht ins Team und wurde kurz vor Start der Regular Season wieder entlassen. Am 4. Oktober 2017 wurde er neuerlich unter Vertrag genommen, bestritt auch ein Spiel für die Saints, wurde aber am 6. November entlassen nur um zwei Tage später neuerlich verpflichtet zu werden.

### Buffalo Bills
Im Juli wechselte Hughes zu den  Buffalo Bills, aber wenige Tage vor Beginn der Regular Season wurde er verletzungsbedingt entlassen.